# Bolli Þorleiksson
Bolli Þorleiksson (Thorleiksson, 970-1007) es un personaje histórico de la saga de Laxdœla, guerrero vikingo de Sælingsdalstúnga, Dalasýsla, Islandia. Era hijo de Þorleikur Höskuldsson, uno de los hijos de Hoskuld Dala-Kollsson.
Cortejó a Guðrún Ósvífursdóttir, pero Guðrún prefería a su hermanastro Kjartan Ólafsson. Guðrún cedió ante Bolli por un falso rumor que Kjartan se había prometido a Ingibjörg, hermana de Olaf Tryggvason. Las hostilidades entre ambos pretendientes se fueron incrementando hasta el asesinato de Kjartan y la ulterior venganza de sangre de los familiares que también desembocó en la muerte de Bolli.

## Muerte y consecuencias
Bolli era muy conocido por sus aptitudes y la famosa espada «mordedora de piernas». Antes del ataque, Thorstein el Negro dijo:
<..>no obstante puede ser que está escondida, es posible que se decida por una defensa agresiva de su parte, siendo fuerte y hábil con las armas. También tiene en la espada, un arma fiel.
Como si fuera premonitorio, Bolli asestó a uno de sus atacantes con un golpe de la mordedora de piernas que partió su cabeza hasta el hombro, causándole la muerte:

Entonces Lambi fue; tenía su escudo frente a él, y una espada en la mano. En un instante Bolli le provocó con «mordedora de piernas» una herida, que el escudo desvió hacia un lado. Así Lambi le empujó y atacó provocando una herida en el muslo. Bolli golpeó en el hombro a Lambi, y la espada voló hacia abajo a lo largo de él, y se vio incapaz de continuar, y después de ese tiempo nunca más pudo usar su brazo el resto de su vida. En ese momento, Helgi Harðbeinsson, corrió con una lanza, la cabeza era un codo de largo, y el eje soldado al hierro. Cuando Bolli vio que arrancó su espada, tomó el escudo con las dos manos, y se dirigió hacia la puerta de la vaquería para enfrentarse a Helgi. Helgi empujó a Bolli con la lanza por la derecha a través del escudo y a través de él. Entonces Bolli se apoyó contra la pared, y los hombres se precipitaron en la vaquería, Halldor y sus hermanos, a saber, y Thorgerd entró también.

Bolli se detuvo contra la pared, agarró con fuerza su túnica para que de su interior pudiera salir un hacha de grandes dimensiones, saltó a Steinthor Olafson y le golpeó en el cuello justo encima de sus hombros, y al instante la cabeza salió volando.

Su segundo hijo, Bolli Bollason, nació al invierno siguiente tras su muerte y el hijo mayor solo tenía cuatro años en ese momento. Crecieron en Holyfell, con su madre Guðrún que intercambió su casa por la de Snorri Goði. Guðrún constantemente pedía venganza por el asesinato, pero los dos hijos hicieron las paces con los hijos de Ólaf, pariente de Kjartan, en el Thing de Thorness; no se sabe que compensación hubo, según el wergeld como parte del acuerdo, pero «ambas partes creyeron que habían ganado en estos asuntos».